# Курси (Манш)
Курси (фр. Courcy) насеље је и општина у северној Француској у региону Доња Нормандија, у департману Манш која припада префектури Кутанс.
По подацима из 2011. године у општини је живело 586 становника, а густина насељености је износила 51,18 становника/km². Општина се простире на површини од 11,45 km². Налази се на средњој надморској висини од 90 метара (максималној 143 m, а минималној 18 m).

## Демографија
| 1962. | 1968. | 1975. | 1982. | 1990. | 1999. | 2011. |
| ----- | ----- | ----- | ----- | ----- | ----- | ----- |
| 429   | 497   | 437   | 465   | 474   | 469   | 586   |

График промене броја становника у току последњих година